# Старо Бешеново
Старо Бешеново (буг: Стар Бешенов, бан. буг.: Stár Bišnov, мађ: Óbesenyő, нем: Altbeschenowa) је село у темишварском округу, Румунија и седиште општине Старо Бешеново. Већинско становништву у селу представљају Банатски Бугари.

## Банатски Бугари
Банатски Бугари су мањинска етничка група Бугара који су католичке вероисповести а потомци су Павлићана (или Палћана, како их зову на свом дијалекту), који су населили у ове крајеве из северних делова Бугарске а 1738 и основали Старо Бешеново. Касније, у периоду од 1868. године до 1886. године, известан број породица се одселио у Скореновац и Иваново.
Павлићани су грана хришћана католика који су добили име по апостолу Павлу. Јединственост те гране је да тврде да Исус није син Маријин и да не признају Стари завет. Највише поклоника су имали у периоду од седмог до деветог века.

## Историја
По неким подацима подручје данашњег насеља је било насељени још за време Неолита. Прве писмене забелешке о селу датирају из 1213. године. Само бугарско име Бешенов потиче од Мађарског назива за становнике тог краја Бешење (мађ: besenyők), који су живели на том подручју до 11. века, касније у време доласка Турака цео крај је био ретко насељен.
Године 1666. дошли су у варош Бешенова калуђери из српског манастира Пећке патријаршије. У списку приложника налазе се у то време: домаћин Вучихна, поп Стефан, барјактар Јанко, Пеја Белић, Видак, Која, Јузбашин, Живана, Неић, Радојица Јован, Вујица, Вук, Богић, Радомир, Михаило, Вук (други), кнез Милош, Марко, Лазар Грубић, Петко "от Неволина" и други.
Аустријски царски ревизор Ерлер је 1774. године констатовао да се место Стара Бешенова налази у Модошком округу, Чанадског дистрикта. Ту се налази римокатоличка црква а становништво је претежно влашко. Године 1797. Бешеново је парохијска филијала Дугог Села.
После оснивања села дошло је до демографског бума, и због пренасељености дошло је до постепеног расељавања становништва. Селидбе су ишле овим редом :
- 1779. године у Јаша Томић (Modos),
- 1820. године у Конак (Konok),
- 1820. године у Стари Лец (Baracháza),
- 1825. године у Бело Блато (Elizenhajm/Erzsébetlak),
- 1842. године у Дента (Бреша),
- 1842. године у Банатски Двор (Зварњак, Rogendorf),
- 1846. године у Колонија Бугара (Bolgártelep),
- 1886. године у Скореновац (Skorenovac) и
- 1886. године у Иваново (Србија)

## Становништво
Оснивачка популација из 1738. износила је 2,200 становника.
По попису из 1910. године Старо Бешеново је имало 5.909 становника, а по попису из 1930. године 6.073 становника, од тога 5.385 Бугара (88,7%), 266 Мађара (4,4%), 209 Рома (3,5%), 111 Немаца (1,8%), 74 Румуна (1,2%), 3 Срба, и 25 осталих. По попису из 1941. године у селу је живело 6.311 становника.
По попису из 2002, укупна популација општине, која још укључује и становништво из три околна села, је износила 5,807 становника а од тога
- Банатски Бугари: 2,987 (51,43%)
- Румуни: 2,368 (40,77%)
- Мађари: 330 (5,68%)
- Роми: 62 (1,0%)
- Немци: 44 (0,7%)
- Срби: 16 (0,2%)

По задњем попису из 2005 број становника је опао на 4,486.

## Табела
| Попис  | Попис      | Етничка структура | Етничка структура | Етничка структура | Етничка структура | Етничка структура | Етничка структура | Етничка структура | Етничка структура | Етничка структура |
| Година | Популација | Румуни            | Бугари            | Немци             | Мађари            | Роми              | Срби              | Јевреји           | Словаци           | Остали            |
| ------ | ---------- | ----------------- | ----------------- | ----------------- | ----------------- | ----------------- | ----------------- | ----------------- | ----------------- | ----------------- |
| 1880.  | 11.690     | 2.754             | н. п              | 1.295             | 1.101             | н. п              | н. п              | н. п              | н. п              | 6.366             |
| 1910.  | 12.638     | 3.121             | н. п              | 1.403             | 2.152             | н. п              | н. п              | н. п              | н. п              | 5.962             |
| 1941.  | 11.334     | 2.661             | н. п              | 1.206             | 1.187             | н. п              | н. п              | н. п              | н. п              | 6280              |
| 1948.  | 11.620     | 2.754             | 5.771             | 1.327             | 1.415             | 232               | 53                | 34                | 20                | -                 |
| 1956.  | 9.653      | 2.340             | 5.610             | 478               | 995               | 210               | 6                 | 5                 | 7                 | -                 |
| 1977.  | 8.030      | 2.221             | 4.669             | 319               | 694               | 109               | 6                 | 2                 | 5                 | 9                 |
| 1992.  | 6.409      | 1.996             | 3.633             | 57                | 379               | 305               | 11                | 1                 | 9                 | 17                |
| 2002.  | 5.807      | 2.368             | 2.987             | 44                | 330               | 62                | 16                | −                 | −                 | −                 |